# Astragalus wootonii
Astragalus wootonii là một loài thực vật có hoa trong họ Đậu. Loài này được E.Sheld. miêu tả khoa học đầu tiên.